# 宮辺英夫
宮辺 英夫（みやべ ひでお、1919年1月 - 1978年10月）は日本の陸軍軍人、パイロット。
最終階級は陸軍少佐。加藤隼戦闘隊の最後の戦隊長として知られる。

## 経歴
熊本県に生まれる。1936年（昭和11年）に旧制玉名中（熊本県立玉名高等学校・附属中学校）、1939年（昭和14年）に陸軍士官学校を52期で卒業。
陸軍士官学校卒業後、明野陸軍飛行学校へ進み、卒業後は飛行第5戦隊へ配属。その後、明野陸軍飛行学校教官となる。1943年（昭和18年）2月に飛行第六十四戦隊（いわゆる加藤隼戦闘隊）第2中隊長関二郎大尉が戦死したことに伴い、第2中隊長になる。
1945年（昭和20年）4月26日には飛行第六十四戦隊戦隊長となり、クラコール飛行場にて終戦を迎えた。撃墜数12機（それ以上とも）。
1946年（昭和21年）5月4日、大竹港に復員した。復員後は公職追放となり、帰郷後、凸版玉名紙工株式会社に勤務。後に社長に就任している。
1978年逝去。

## 主な搭乗機体
- 九五式戦闘機
- 九七式戦闘機
- 一式戦闘機

## 著作
- 加藤隼戦闘隊の最後: 宮辺英夫遺稿 （1986年、光人社、ISBN 4769803222 ）
  - 加藤隼戦闘隊の最後: 若き撃墜王たちの墓碑銘（1998年、光人社、光人社NF文庫、ISBN 4769822065 ）
  - 加藤隼戦闘隊の最後: 若き撃墜王たちの墓碑銘（2015年、潮書房光人社、光人社NF文庫、ISBN 9784769828792 ）